# Dele Alli
Bamidele Jermaine "Dele" Alli (Milton Keynes, 1996. április 11. –) angol válogatott labdarúgó, az olasz Como játékosa.

## Pályafutása

### MK Dons
Alli Milton Keynesben született nigériai apától és angol anyától, és nevelkedett, majd itt is kezdett el futballozni, a helyi MK Dons csapatában. Már 11 éves korában csatlakozott a klub akadémiájához, és 16 évesen mutatkozhatott be az első csapatban, 2012. november 2-án, a Cambridge City elleni FA kupa meccsen állt be Jay O'Shea helyére a 64. percben. A visszavágón hat nap múlva az első gólját is megszerezte, majd december 29-én a Coventry City ellen a bajnokságban is bemutatkozott. A 2012-13-as szezonban még egy bajnokin kapott szerepet.

#### 2013–2014-es szezon
Alli a 2013-14-es idényben játszotta be magát az MK Dons csapatába. Első bajnoki gólját szeptember 28-án a Stevenage elleni 4-1-re megnyert mérkőzésen szerezte. 2014. március 11-én a Notts County elleni 3-1-es győzelem alkalmával mesterhármast szerzett, 17 éves és 11 hónapos volt ekkor. Az idény során 37 mérkőzést játszott, a bajnokságban 33 fellépésen hat gólt szerzett.

#### 2014–2015-ös szezon
Miután Stephen Gleeson a Birmingham Cityhez igazolt, Alli lett a középpálya egyik biztos pontja Darren Potter mellett. Augusztus 26-án a angol labdarúgó-ligakupa második fordulójában történelmi, 4-0-s győzelmet arattak a Manchester United ellen. Ekkor már több európai élklub figyelte a teljesítményét. Szeptember 18-án meghosszabbította a szerződését 2017 júniusáig. Végül 2015. február 2-án a Tottenham bejelentette, hogy szerződtette, öt és fél évre, mintegy ötmillió fontért.

### Tottenham Hotspur
A szezon hátralevő részére a londoniak azonnal kölcsönadták nevelőklubjának. Allit választották a szezon végén a League One-ban az év fiatal játékosának, az MK Dons pedig feljutott a Championshipbe.

#### 2015–2016-os szezon
Augusztus 8-án mutatkozott be a Premier League-ben a Manchester United elleni 1-0-s vereség alkalmával, Eric Dier helyére állt be az utolsó 13 percre. Egy hét múlva a Leicester City elleni 1-1 alkalmával az első gólját is megszerezte. November 8-án az Arsenal FC elleni londoni derbin a mérkőzés legjobbjának választották. Első 18 élvonalbeli mérkőzésén öt gólt szerzett, így teljesítményének köszönhetően január 2-án 2021-ig meghosszabbították a szerződését. Dele Alli lett az év fiatal játékos a Premier League-ben a játékosok (PFA) szavazásán.

### Everton
Alli 2022. január 31-én átigazolt a Premier League másik csapatához, az Evertonhoz, 40 millió ₤ értékű megállapodással. Két és fél éves szerződést írt alá a 2023–2024-es szezon végéig. Amikor a klubhoz szerződött, Alli az Evertonhoz való csatlakozása egyik okaként említette, hogy az új menedzser, Frank Lampard keze alatt dolgozhat. Február 8-án mutatkozott be csereként a Newcastle United ellen 3–1-re elvesztett bajnoki találkozón. Törökországból való visszatérését követően a 2024 nyarán lejáró szerződését a klub  nem hosszabbította meg. Maradhatott a klubnál, ahol edzhetett és rehabilitációs munkát végzett az egészségügyi személyzettel. Decemberben az olasz Como csapattal edzhetett, a szerződtetéséről ezután döntenek.

#### Beşiktaş  (kölcsönben)
2022. augusztus 25-én vételi opcióval a török Beşiktaş csapatához igazolt kölcsönbe a 2022–23-as szezon hátralévő részére. 2022. szeptember 4-én megszerezte első bajnoki gólját az Ankaragücü ellen 3–2-re megnyert mérkőzésen. Gyengébb teljesítménye és sérülése miatt 2023 áprilisában visszatért az Evertonhoz, hogy megvizsgálja csípősérülését, majd a Beşiktaş felmondta a kölcsönszerződését.

### Como
2025. január 19-én 18 hónapos szerződést kötött olasz Como csapatával.

### A válogatottban
Alli az angolok több korosztályos válogatottjában is pályára lépett, 2015 februárjában John Fashanu szövetségi kapitány mégis megpróbálta meggyőzni, hogy a Nigéria színeiben lépjen pályára. Alli azonban az angol válogatottat választotta, és október 1-én Roy Hodgson be is hívta az utolsó két Eb-selejtezőre. Október 9-én az észtek ellen mutatkozott be Ross Barkley cseréjeként.

## Magánélet
Saját bevallása szerint kiskorában rajongott Steven Gerrard játékáért, őt tekinti példaképének.
2023 júliusában Alli egy interjúban elmondta, hogy gyermekkorában szexuálisan zaklatta anyja egyik barátja, hogy hét éves korában kezdett el dohányozni és már nyolc évesen drogkereskedő volt. Megosztotta azt is, hogy nem sokkal az interjú előtt hat hetet egy rehabilitációs központban töltött, mentális egészségügyi problémák és altatófüggősége miatt.